# Jim Stuebe
Jim Stuebe é um engenheiro de som norte-americano. Como reconhecimento, foi nomeado ao Oscar 2008 na categoria de Melhor Mixagem de Som por 3:10 to Yuma.